# Вбивства в Ісла-Вісті у 2014
Убивства в Ісла-Вісті у 2014 році — серія смертельних нападів в Ісла-Віста, штат Каліфорнія. Увечері 23 травня Елліот Роджер за допомогою вогнепальної, холодної зброї та транспортного засобу вбив шістьох людей та поранив ще чотирнадцять недалеко від університетського містечка Університету Каліфорнії у Санта-Барбарі, після чого наклав на себе руки.
Роджер зарізав ножем трьох чоловіків у своїй квартирі, ймовірно, одного за одним після їхнього прибуття. Приблизно за три години після цього він поїхав до будинку жіночого товариства й після невдалого проникнення всередину почав стріляти в трьох жінок назовні, дві з яких загинули. Далі він проїхав повз сусідній гастроном і застрелив студента всередині. Потім він почав їздити містом, під час чого стріляв і поранив кількох пішоходів зі свого автомобіля, а кількох людей протаранив своєю машиною. Він двічі обмінявся пострілами з поліцією та отримав поранення в стегно. Після того, як його машина врізалась у припаркований транспортний засіб, його знайшли мертвим всередині з самонанесеним вогнепальним пораненням в голову.
Перед тим, як поїхати до будинку сестринства (жіночого товариства), Роджер завантажив на YouTube відео під назвою «Відплата Елліота Роджера», в якому він розповів про свою заплановану атаку та свої мотиви. Він пояснив, що хотів покарати жінок за відмову йому та сексуально активних чоловіків, бо заздрив їм. Він також надіслав довгий автобіографічний рукопис знайомим, своєму терапевту та членам сім'ї; документ з'явився в Інтернеті і став широко відомим як його маніфест. У самому маніфесті він описав своє дитинство, сімейні конфлікти, розчарування через неможливість знайти дівчину (інцельство), свою ненависть до жінок, зневагу до пар (зокрема, міжрасових пар) і свої плани щодо того, що він назвав «відплатою».
Міжнародний центр з боротьби з тероризмом у Гаазі кваліфікував убивства як акт жінконенависницького тероризму.

## Елліот Роджер

### Раннє життя

Фото Елліота Роджера

Елліот Олівер Робертсон Роджер був американським студентом коледжу. Народившись в Лондоні, Англія, він переїхав до Сполучених Штатів з батьками у віці п'яти років. Виховувався в Лос-Анджелесі. Його батько — британський режисер Пітер Роджер, його дідусь по батькові — фотожурналіст Джордж Роджер. Його мати — малайзійсько-китайська наукова співробітниця кінокомпанії. Його молодша сестра народилася до розлучення його батьків. Після того, як батько одружився знову, друга дружина його батька Сумая Акаабуне, марокканська актриса, народила сина.
Роджер відвідував кармелітську середню школу Креспі, католицьку школу для хлопчиків у Енчіно, Лос-Анджелес, а потім середню школу Тафт у Вудленд-Хіллз. Він закінчив середню школу Індепенденс-Контінуейшн в Лейк-Бальбоа в 2009 році й трохи відвідував Лос-Анджелеський коледж Пірса та Мурпаркський коледж, перш ніж переїхати в Ісла-Вісту в 2011 році. Він відвідував міський коледж Санта-Барбари; у своєму маніфесті він сказав, що кинув заняття в лютому 2012 року; після вбивств школа заявила, що він більше не ходив на уроки.

### Психічне здоров'я та соціальні проблеми
За словами адвоката та друга його сім'ї, Роджер відвідував декількох терапевтів з восьми років, але в нього ніколи не було діагностовано психічного захворювання. У 2007 р. у нього діагностували первазивний розлад розвитку без додаткових уточнень та розлад аутистичного спектру.
До дев'ятого класу над Роджером «все частіше знущалися», а згодом він написав, що «щодня плакав у школі»; у цей час у нього развинулась одержимість багатокористувацькою онлайн-грою World of Warcraft, яка домінувала в його житті протягом більшої частини підліткового віку та трохи коли йому було за 20. У кармелітській середній школі Креспі над ним знущалися; під час одного з випадків його голову примотали до столу скотчем, поки він спав. За словами Роджера, у 2012 році «його єдиний друг у цілому світі, який по-справжньому розумів його … сказав, що більше не хоче бути його другом, „без жодної причини“». У Роджера був акаунт на YouTube та блог під назвою «Офіційний щоденник Елліота Роджера», через який він висловлював самотність та відторгнення. Він написав, що йому призначили рисперидон, але він відмовився його приймати, заявивши: «Після вивчення цього препарату я виявив, що для мене він був абсолютно неправильним».
Після того, як йому виповнилося 18 років, Роджер почав відмовлятись від психічної допомоги й дедалі більше ізолювався. Він сказав, що не зміг завести друзів, хоча знайомі казали, що він відкинув їх спроби бути дружніми. Друг сім'ї Дейл Лонер сказав, що він давав поради Роджеру щодо того, як знайомитися з жінками, але Роджер не дослухався до порад; Лонер також зазначив, що коли він зустрів восьми- чи дев'ятирічного Роджера, «тоді я бачив, що з ним щось не так … озираючись назад, я можу сказати, що він створює враження того, хто був зламаний з моменту зачаття».

### Ранні інциденти
У 2011 році Роджер бризнув кавою на пару, яка викликала у нього заздрість;:87 в іншому випадку він зробив те саме з двома дівчатами за те, що вони йому не посміхнулися.:100 У 2012 Rodger використав Super Soaker, наповнений апельсиновим соком, щоб розприскати його на групу людей, які грали в м'яч у пару Гірш.:106-107
Посилаючись на інцидент у липні 2013 року, Роджер писав, що після знущань на вечірці він намагався, але не зумів зіштовхнути деяких дівчат з триметрового виступу; натомість інші хлопці зіштовхнули його, та він пошкодив щиколотку. Коли він повернувся, щоб забрати свої сонцезахисні окуляри, його знову зацькували і побили. Сусід побачив, як Роджер повертався додому, плачучи, та обіцяючи вбити всіх причетних до інциденту чоловіків, а потім і себе. У своєму маніфесті він написав, що цей випадок остаточно спустив гачок початку планування нападу.
У січні 2014 року Роджер звинуватив Чен Юаня Хонга, одного зі своїх співмешканців, у викраденні декількох свічок; Хонг визнав свою провину у дрібних крадіжках. 30 квітня батьки Роджера зв'язалися з поліцією, стурбовані його поведінкою та відео на YouTube.:134 Представники шерифа, які відвідали Роджера, визначили, що він не відповідає критеріям для затримання через проблеми з психічним здоров'ям; Роджер сказав їм, що у нього «непорозуміння» з батьками.

### Маніфест та публікації в інтернеті
Роджер надіслав свій маніфест із 107 000 слів під назвою «Мій перекручений світ: історія Елліота Роджера» електронною поштою 34 людям, у тому числі своєму терапевтові Чарльзу Софі, його батькам та іншій родині, колишнім вчителям та друзям дитинства. У ньому він розповів, що спочатку прагнув здійснити напад на Гелловін 2013 року, але передумав, оскільки вважав, що там буде занадто багато поліції.:110
У своєму останньому відео на YouTube, «Відплата Елліота Роджера», він скаржився на відмови з боку жінок та заздрість сексуально активним чоловікам, а також описав свою заплановану атаку та її мотиви, що стоять за нею. У відео він каже:
Завтра День Відплати, день, коли я помщуся людству, усім вам. Останні вісім років свого життя, відтоді, як я досяг статевого дозрівання, я був змушений терпіти існування в самотності, неприйняття та нездійснення бажань, все тому, що я ніколи не приваблював дівчат. Дівчата віддавали свою прихильність, а також секс і любов іншим чоловікам, але ніколи мені.
Мені 22 роки, і я все ще незайманий. Я навіть ніколи не цілував дівчину. Я в коледжі два з половиною роки, більше того, насправді, і я досі незайманий. Це було дуже боляче. Коледж — це час, коли кожен переживає такі речі, як секс, розваги та задоволення. За ці роки мені довелося гнити в самотності. Це не чесно. Я, дівчата, ніколи не приваблював вас. Не знаю, чому я, дівчата, не приваблював вас, але я покараю вас усіх за це. Це несправедливість, злочин, бо   … Я не знаю, що ви не бачите у мені. Я ідеальний хлопець, і все ж ви кидаєтеся на цих огидних чоловіків замість мене, найбільшого джентльмена з усіх.
Він писав у своєму «Перекрученому світі», що його належність до змішаної раси робила його «відмінним від нормальних повністю білих дітей». На одному з форумів в інтернеті він написав, що виступає проти міжрасових пар і зробив кілька расистських публікацій стосовно афроамериканців, іспаномовних, південноазійських та східноазійських людей, зазначивши, що коли він бачить, як чоловіки цих етнічних груп спілкуються з білими жінками, це «змушує його позбутися життя».:87 В одній публікації в інтернеті Роджер написав:
Чоловіки, які є чистими азійцями, огидно потворні, і білі дівчата ніколи не поведуться на вас. У тебе просто горить від того, що народився азійським лайном, тож ти кидаєшся на мене, прикріплюючи ці фейкові фотографії. Ти навіть зізнаєшся, що сам хотів би бути напівбілим. Ти ніколи не будеш напівбілими і ніколи не здійсниш своєї мрії одружитися на білій жінці. Пропоную тобі стрибнути з мосту.
У своєму маніфесті Роджер, викладаючи свої плани, зробив расистський коментар щодо іншого хлопця:
Як міг неповноцінний, потворний чорношкірий хлопець отримати білу дівчинку, а не я? Я вродливий і сам наполовину білий. Я походжу з британської аристократії. Він походить від рабів.:84
За день до Дня Відплати я розпочну перший етап моєї помсти: я буду мовчки вбивати якомога більше людей в Ісла-Вісті, заманюючи їх у мою квартиру за допомогою обману.
«Війна проти жінок» була другою фазою його плану:
Другий Етап відбудеться в самий День Відплати, безпосередньо перед кульмінаційною різаниною   … Моя війна з жінками   … Я нападу на тих самих дівчат, які відображають все, що я ненавиджу в жіночій статі: найгарячіше сестринство в університеті.
У своєму маніфесті Роджер заявив, що в його ідеальному світі він уявляв, що «буде тримати всіх [жінок] у концтаборах. У цих таборах переважна більшість жіночого населення буде навмисно доведена до голодної смерті. Це був би ефективний і відповідний спосіб убити їх усіх . . . Я би побудував величезну вежу лише для себе … і радісно спостерігав за тим, як вони всі вмирають».:136 Він також мріяв про «чистий світ, де розум людини може розвиватися до більших висот, ніж будь-коли раніше. Майбутні покоління житимуть своїм життям, не турбуючись про такі варварські речі, як секс та жінки, що дозволить їм розширити свій інтелект і просунути людську расу до стану досконалої цивілізації».:137
Також він сказав, що в його планах було вбити свого зведеного брата та мачуху, але психічно не був готовий убити батька.

### Підготовка
У вересні 2012 року Роджер відвідав тир, щоб потренуватися у стрільбі з пістолета. У листопаді 2012 року він придбав у Голіті свій перший пістолет Glock 34. Вибравши його як «ефективну та високоточну зброю», після дослідження пістолетів. На початку 2013 року Роджер придбав два додаткових пістолети, обидва пістолети SIG Sauer P226, написавши, що вони «набагато вищої якості, ніж Glock», і «набагато ефективніші». Він придбав зброю легально в Окснарді та Бербанку, штат Каліфорнія.
Роджер заявив,:104 що з метою придбання зброї та приладдя для терактів він заощадив щонайменше 6000 доларів, які йому давали батьки та бабусі. Фахівці з питань контролю за зброєю в Каліфорнії заявили, що в його відомій історії нічого не заважало йому робити законні закупівлі вогнепальної зброї.

## Напади
Роджер почав напади в своїй квартирі на Сівіл-роуд, де троє чоловіків були вбиті численними ножовими пораненнями у верхню частину тіла. Пізніше знайдені в коридорі будівлі плями крові дозволили припустити, що на одного або кількох жертв він нападав одразу після того, як вони заходили, а закривавлений банний рушник та паперові рушники у ванній припускають, що Роджер намагався прибратися в коридорі. Їхнє розташування передбачало, що кожного вбили окремо, коли вони входили. Було підтверджено, що двоє жертв були співмешканцями Роджера, тоді як щодо третього поліція розслідувала, чи був він також мешканцем або просто відвідував квартиру в ніч убивств.
Після перших убивств Роджер придбав каву в кав'ярні, а потім близько 8:30 вечора, його бачили, працюючим на своєму ноутбуці у своїй машині на стоянці свого житлового будинку. Він завантажив своє відео «Відплата» о 9:17 та надіслав свій маніфест о 9:18. Отримавши копію маніфесту, терапевт Роджера зателефонував своїй матері, яка, шукаючи відео «Відплата» на YouTube-каналі Роджера, зв'язався з батьком Роджера. Окремими машинами вони виїхали з Лос-Анджелеса до Санта-Барбари, зателефонувавши до поліції Ісла-Вісти по дорозі.
Роджер доїхав до будинку сестринства Альфа-Фай на Ембаркадеро-дель-Норте та Сеговія-роуд (Університет Каліфорнії у Санта-Барбарі), де протягом декількох хвилин стукав у вхідні двері, а потім почав стріляти в людей поблизу. Дві жінки загинули, третя була поранена.
Роджер повернувся до машини й поїхав далі. Доїхавши до Пардалл-роуд, він почав стріляти у незайняту кав'ярню, потім у гастроном, влучивши в чоловіка сім разів, що призвело до смерті.
Роджер поїхав на південь по Ембаркадеро-дель-Норте з іншого боку вулиці, збивши пішохода та обстрілявши двох людей на тротуарі. Він обстріляв пару, яка виходила з піцерії, та жінку-велосипедистку. Він поїхав далі на південь по Ель-Ембаркадеро, вистрілив та в жінку, але не влучив. Звернувши на схід по Дель-Плайя-драйв і зробивши розворот, щоб їхати на захід. Потім він обмінявся пострілами із представниками шерифа, який відгукнувся на телефонний дзвінок, і збив двох пішоходів.
Повернувши на північ на Каміно-дель-Сур, Роджер відкрив вогонь і поранив трьох людей на вулиці Сабадо Тарде, а також збив на машині скейтбордиста та двох велосипедистів. Повернувши на схід, він збив ще одного скейтбордиста та вистрілив у двох інших чоловіків на перехресті з Каміно Пескадеро. На вулиці Сабадо-Тарде біля парку Літл Акорн Роджер вступив у перестрілку з трьома представниками шерифа і отримав поранення у стегно. Переслідуваний поліцією він вдруге повернув на південь на Ель-Ембаркадеро, потім на захід на Дель-Плаю. Він збив ще одного велосипедиста, після чого розбився на північному тротуарі на схід від перехрестя Дель-Плая та Каміно Пескадеро.
О 9:35 поліція виявила Роджера мертвим у його машині від самовбиства вогнепальною зброєю. В машині було три пістолети, ножі, шість порожніх магазинів на десять патронів і 548 невитрачених патронів.

## Жертви
Усі шість жертв убивства були студентами Університету Каліфорнії у Санта-Барбарі.
Чоловіками, яких вбили в квартирі Роджера, були Джордж Чень (кит.: 陳喬治; піньїнь: Chén Qiáozhì), 19 років; Ченюань «Джеймс» Хонг (кит.: 洪晟元; піньїнь: Hóng Chéngyuán), 20 років; і Вейхан «Дейвид» Ван (кит.: 王偉漢; піньїнь: Wáng Wěihàn), 20 років.
Троє померлих від вогнепальних поранень — Кетрін Брін Купер, 22 роки; Крістофер Росс Майклз-Мартінес, 20 років; та Вероніка Елізабет Вайс, 19 років. Купер і Вайс були жінками, вбитими біля будинку сестринства Альфа-Фай, тоді як Майклс-Мартінес стала жертвою всередині ресторану Ісла-Віста Делі Март.
Ще чотирнадцять людей були поранені; сім від вогнепальних поранень та сім від тупих травм, отриманих, під час того, як Роджер протаранив їх машиною. Одинадцять постраждалих були доставлені до лікарень. Семеро, двох з яких госпіталізували у важкому стані, одного — у задовільному, а двох інших — у хорошому стані потрапили до котеджної лікарні Санта-Барбари, а одного пацієнта відпустили того ж дня. Решта, четверо поранених були доставлені до котеджної лікарні Голета-Веллі, де їм було надано допомогу та відпущено.

## Наслідки

### Контроль за зброєю та психічним здоров'ям
Вчинене Роджером поновило заклики громадськості щодо контролю над зброєю та вдосконалення системи охорони здоров'я США, а сенатор від штату Коннектикут Річард Блюменталь сказав:
Півтора роки тому здавалося, що ми стояли на порозі, потенційно, законодавства, яке зупинить божевілля й покладе край маразму, який вбив занадто багато молодих людей, тисячі, десятки тисяч після Сенді-Гук. Я сподіваюсь, я, справді, щиро сподіваюся, що ця трагедія, ця немислима, невимовна трагедія дасть поштовх для повернення заходів, які не дозволять зброї потрапити до рук небезпечних людей, у яких було багато переживань та бентег, як було у цього молодого чоловіка.
Сенатор від Каліфорнії Діанн Файнштейн звинуватилаНаціональної стрілецької асоціації в «задушенні» законів про зброю, що, на її думку, призвело до нападів і сказала «ганьба нам» у Конгресі за те, що вона з цим щось не зробила. Пенсильванський конгресмен Тімоті Ф. Мерфі, клінічний психолог, заявив, що його двопартійний капітальний ремонт системи охорони психічного здоров'я буде рішенням і закликав Конгрес прийняти його.
Річард Мартінес, батько жертви Крістофера Майклз-Мартінеса, виступив з промовою, в якій звинуватив у нападах «безглуздих, безвідповідальних» політиків та Національну стрілецьку асоціацію. Пізніше Мартінес закликав громадськість приєднатися до нього і «вимагати негайних дій» від членів Конгресу щодо контролю над зброєю. Він також висловив співчуття батькам Роджера.
Доріс А. Фуллер, виконавчий директор Центру адвокації лікування, сказала, що законодавство Каліфорнії дозволяє екстрене психіатричне обстеження потенційно небезпечних осіб за допомогою деяких положень, але такі дії ніколи не були дозволені під час первинного поліцейського розслідування, як було з Роджером. Вона сказала:
Ще раз ми переживаємо через смерть та руйнування, спричинені молодим чоловіком, який надсилав сигнали про небезпеку, що виходила від нього, але сигнали не були помічені вчасно, щоб втрутитися та уникнути трагедії. У цьому випадку сигнали були настільки очевидними, що батьки вбивці викликали поліцію   … і все ж система вийшла з ладу.
Деякі законодавці штату Каліфорнії закликали провести розслідування щодо контактів представників шерифа з Роджером під час зустрічі 30 квітня. На той час база даних про володіння зброєю в Каліфорнії відображала, що Роджер придбав принаймні дві пістолети. Представники не перевіряли базу даних, а також не дивилися його відео на YouTube, які спонукали батьків Роджера зв'язатися з ними. У вересні 2014 року законодавці Каліфорнії ухвалили закон «червоного прапора», який дозволив суддям вилучати зброю у осіб, які становлять небезпеку для себе чи інших.

### Мізогінія
Напад спричинив обговорення ширших питань щодо насильства щодо жінок та мізогінії. Роджер відвідував інтернет-форуми, такі як PUAHate та ForeverAlone, де він та інші чоловіки публікували жорстокі заяви та описували себе як інцели – члени субкультури в інтернеті, заснованої на уявленні неможливості її членів знайти романтичного або сексуального партнера. Роджер писав, що після придбання першого пістолета він «відчув нове відчуття сили. Тепер я був озброєний. Хто тепер альфа-самець, суки? Так я подумав про себе щодо всіх дівчат, які в минулому дивились на мене зверхньо». Він також описав свій план вторгнення в будинок жіночого товариства, написавши: «Я заріжу кожну зіпсовану, тупу, біляву повію, яку побачу там. Усі ті дівчата, яких я так бажав. Усі вони відкинули мене і дивились на мене як на неповноційного чоловіка».
Мері Елізабет Вільямс заперечила проти того, щоб Роджера назвали «вбивцею незайманих», сказавши, що це означає, що «однією з можливих причин чоловічої агресії є відсутність жіночої сексуальної згоди». Аманда Гесс, пишучи для Slate, стверджувала, що, хоча Роджер убив більше чоловіків, ніж жінок, його мотивацією було жінконенависництво, оскільки причиною його ненависті до чоловіків, на яких він напав, було те, що він вважав, що вони вкрали жінок, на яких він мав право. Пишучи для Reason, Кеті Янг відповіла, що «це здається хорошим прикладом перетворення цієї концепції у безглуздість, тобто в абсурдну квазірелігійну догму» і написала, що Роджер також писав багато ненависних повідомлень про інших чоловіків. Згідно з Міжнародним центром з боротьби з тероризмом у Гаазі, напади були актом женоненависницького тероризму.
Після атак деякі в Twitter використали хештег #NotAllMen, щоб висловити думку, що не всі чоловіки є женоненависниками і не всі чоловіки вчиняють убивства. Інші критикували використання цього хештегу, оскільки він вважався таким, що відхиляв увагу від обговорення проблеми насильства щодо жінок. 24 травня хтось запустив у Твіттері хештег #YesAllWomen, щоб висловити думку, що всі жінки зазнають мізогінії та сексизму.
У деяких інцельських спільнотах звичайною ситуацією є дописи, що прославляють насильство з боку самоідентифіковних інцелів. На цих форумах Роджер часто згадується, інцели часто називають його своїм «святим» і діляться мемами, в яких його обличчя накладено на картини християнських ікон. Деякі інцели вважають його справжнім родоначальником сьогоднішніх інтернет-спільнот інцелів. На форумах часто зустрічаються відсилки на «E.R.»(Елліот Роджер), а масове насильство з боку інцелів регулярно називають «going E.R.» («елліотроджернутися»). Виконавці або підозрювані в кількох інших масових убивствах робили відсилки на Роджера. Наприклад, Алек Мінассян, який убив 10 і поранив 16 в Торонто, Канада, перед убивствами написав у Facebook: «Рядовий (Рекрут) Піхотинець Мінассян 00010, бажає поговорити з Сержантом 4chan, будь ласка. C23249161. Повстання Інцелів уже розпочалося! Ми повалимо всіх Чадів* та Стейсі**! Слава Найбільшому Джентльмену з усіх — Елліоту Роджеру!».
Чад* — інцельський сленг-термін на позначення стереотипних маскулінних чоловіків.
Стейсі** — інцельський сленг-термін на позначення жінок із стереотипними жіночими цінностями.

### Суперечності щодо відеопублікацій та маніфесту Роджера
Кілька новинних мереж обмежили використання відео «Відплата», опублікованого Роджером, побоюючись спровокувати злочини наслідувачів. У New Statesman стверджували, що маніфест може вплинути на «нове покоління» інцелів.

### Панахида

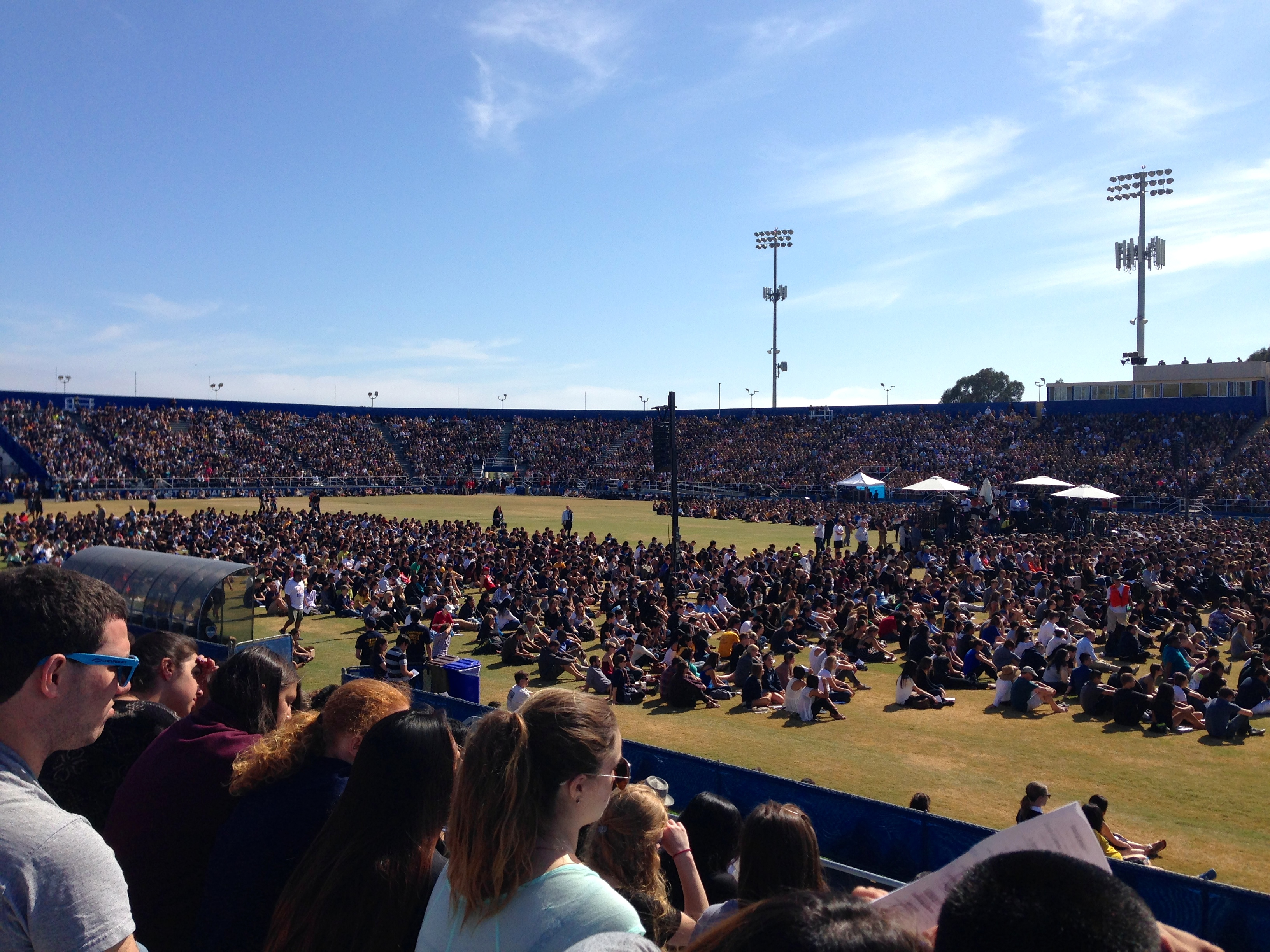
Панахида на стадіоні Хардер, 27 травня

Студенти та члени громади зібрались у парку Аніск'Ойо в Ісла-Вісті ввечері в 24 травня зі свічками, щоб вшанувати пам'ять жертв. 20,000 людей прийшли на панахиду на стадіоні Хардер Університету Каліфорнії у Санта-Барбарі 27 травня. 23 травня 2015 року, в першу річницю нападів, сотні людей зібралися в Університеті Каліфорнії у Санта-Барбарі для вшанування пам'яті шести вбитих жертв. На цьому заході виступила мати Джорджа Чена.

## У популярній культурі
- «Маніфест Холдена», епізод «Закон і порядок: Спеціальний підрозділ жертв», заснований на цій події.[103][104]

## Дивитися також
- Список масових розстрілів у США
- Тор Ніш Крістіансен, серійний убивця